# 제4기 최고인민회의 대의원 선거
제4기 최고인민회의 대의원 선거는 1967년 11월 25일에 열린 조선민주주의인민공화국의 4대 최고인민회의 선거다. 대의원 457명을 선출하였다. 최초로 재외국민에 대한 선거권이 인정되어 조총련이 진출하였다

## 선거 결과
| 정당         | 의석 수 | 변화 |
| ------------ | ------- | ---- |
| 로동당       | 288석   | -83  |
| 조총련       | 7석     | +7   |
| 천도교청우당 | 4석     | -    |
| 조선민주당   | 1석     | -3   |
| 불교연합     | 1석     | -    |
| 기타         | 156석   |      |
| 합계         | 457석   | +74  |